# Ammodillus imbellis
Ammodillus imbellis е вид бозайник от семейство Мишкови (Muridae).

## Разпространение
Видът е разпространен в Етиопия и Сомалия.

## Описание
На дължина достигат до 9,6 cm, а теглото им е около 50 g.
Популацията им е стабилна.